# Grupo Emais
O Grupo Emais foi fundado em 2007 por Edson Tarraf e Edson Tarraf Junior, com origem no Grupo Etar, que começou suas atividades em 1998. O Grupo foi formado a partir da união das empresas Etar, Evendas e Ecomunique, com foco no desenvolvimento de loteamentos. Desde então, o Grupo Emais consolidou sua atuação por meio de duas principais frentes: a Emais Urbanismo, fundada em 2013, e a Emais Residências, fundada em 2023.
A Emais Urbanismo é responsável pelo desenvolvimento de bairros planejados e projetos urbanísticos sustentáveis, atuando em todas as etapas, desde a aquisição de áreas até a implantação dos empreendimentos. A Emais Residências é responsável pela incorporação imobiliária e pela construção de imóveis prontos, com foco em projetos habitacionais que atendem às demandas de conforto, qualidade de vida e integração com o meio ambiente.
Atualmente, o Grupo Emais está presente em quatro estados brasileiros – São Paulo, Minas Gerais, Mato Grosso e Goiás – e em mais de 72 cidades, com mais de 72 mil imóveis comercializados até o primeiro semestre de 2024. A empresa se destaca pela criação de bairros planejados inteligentes, que integram moradia, lazer e trabalho em ambientes sustentáveis, sempre com uma abordagem que envolve o desenvolvimentos de projetos e a gestão recebíveis de toda a cadeia imobiliária.

## Projetos de Destaque
Entre os projetos de maior destaque da Emais Urbanismo está o Complexo Eplenum, localizado em São José do Rio Preto, São Paulo. Com um investimento superior a R$ 250 milhões e ocupando quase 1 milhão de m², o Eplenum foi finalista no GRI Awards 2024, na categoria "Melhor Projeto de Loteamentos e Desenvolvimento Urbano". O empreendimento abrange mais de 1.500 lotes residenciais e comerciais, além de incluir infraestrutura, como escolas, centros médicos e áreas comerciais.

## Reconhecimento
O Grupo Emais recebeu diversas certificações e prêmios, sendo reconhecida como uma das melhores empresas para trabalhar pelo Great Place to Work Brasil em 2021. Em 2022, foi destacada pelo Valor Carreira como uma das melhores empresas na gestão de pessoas, e, em 2023, foi premiada pelo FIA UOL como um dos "Lugares Incríveis para Trabalhar". Em 2024 a Emais também garantiu a certificação em saúde mental, Great People Mental Health.
| Ano  | Selo                       | Certificação                           | Ref.   |
| ---- | -------------------------- | -------------------------------------- | ------ |
| 2021 | Great Place to Work        | Melhores Empresas para Trabalhar       | [ 14 ] |
| 2022 | Valor Carreira             | Melhores Empresas na Gestão de Pessoas | [ 15 ] |
| 2023 | FIA Uol                    | Lugares Incríveis para Trabalhar"      | [ 16 ] |
| 2024 | Great People Mental Health | Certificação em Saúde Mental           | [ 17 ] |

## Prêmios
| Ano  | Prêmio     | Categoria                                              | Ref.                 |
| ---- | ---------- | ------------------------------------------------------ | -------------------- |
| 2024 | GRI Awards | Melhor Projeto de Loteamentos e Desenvolvimento Urbano | [ 11 ] [ 12 ] [ 13 ] |

## Certificações
| Ano  | Certificação |
| ---- | ------------ |
| 2024 | PBQP-H/Siac  |
| 2024 | ISO 9001     |

## Inovação e Sustentabilidade
O Grupo Emais se destaca pela integração de inovação e sustentabilidade em seus empreendimentos. Um exemplo são as soluções inteligentes implementadas nos seus empreendimentos: como a irrigação inteligentes por meio de sensores que detectam a umidade do solo, reaproveitamento de água pluvial para irrigação,  árvore fotovoltaica e fazendas de energia solar, gerando energia limpa para reduzir utilização de energia elétrica em áreas comuns dos projetos. A árvore especialmente, tem 11 metros de altura e placas solares estrategicamente posicionadas, faz parte da visão da Emais de incorporar práticas inovadoras que promovem o bem-estar.
Além disso, a Emais é pioneira na criação de bairros inteligentes, como o Ecivitas, um empreendimento planejado dentro do conceito de smart city, que integra infraestrutura moderna, conectividade e soluções tecnológicas voltadas para a sustentabilidade.